# Kaysersguet
Le Kaysersguet ou Parc Henri-Louis Kayser, Villa Wach, Lieu d'Europe, est un domaine situé au nord de Strasbourg, dans le quartier de la Robertsau, à l'angle de l'allée Kastner et de la rue Boecklin dans le quartier européen de Strasbourg doté depuis décembre 2015 du Label du Patrimoine Européen.
Il comprend une maison de maître de style néoclassique ayant appartenu entre 1891 et 1926 à l'éditeur allemand Heinrich Ludwig Kayser, fondateur des Neueste Nachrichten, l'ancêtre des Dernières Nouvelles d'Alsace, et un parc, aménagé à la fin du XIXe siècle, inauguré et partiellement ouvert au public depuis le 26 septembre 2009 sous le nom de « parc Henri-Louis Kayser », auxquels s'ajoutent une serre, une conciergerie, un hangar agricole, une glacière, un abri, une cour jardin, un portail, un pigeonnier, un verger, un jardin potager et un pavillon de jardin.

## Histoire
L'histoire du site mentionne les noms de Jean-Louis Beyerlé, directeur de la Monnaie de Strasbourg, et  du banquier protestant Jean de Turckheim qui fut premier magistrat de la ville de Strasbourg (Ammeister) à la fin du XVIIIe siècle.
Au XIXe siècle la villa est occupée par Heinrich Ludwig Kayser.
En 1926 le site devient la propriété de la ville de Strasbourg.
En 1941, l'aile gauche du bâtiment est dotée d'une extension. À partir de 1946 son nom est associé à celui de Paul Wach (1906-1974), sénateur et ancien adjoint au maire, dont la famille l'occupa jusqu'en 2006, d'où l'appellation sous laquelle elle est également connue : « villa Wach ».

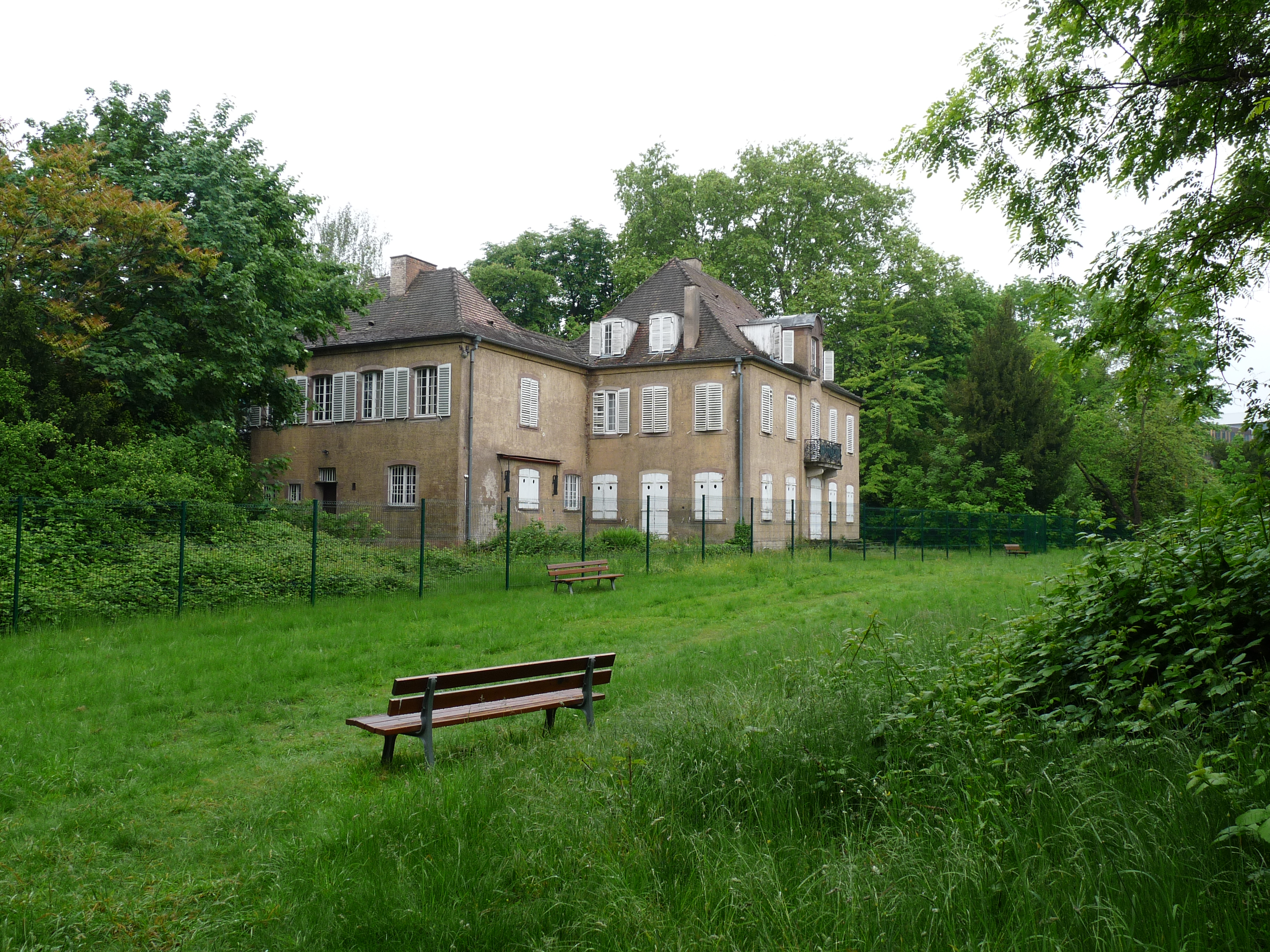
La villa et la partie du parc ouverte au public
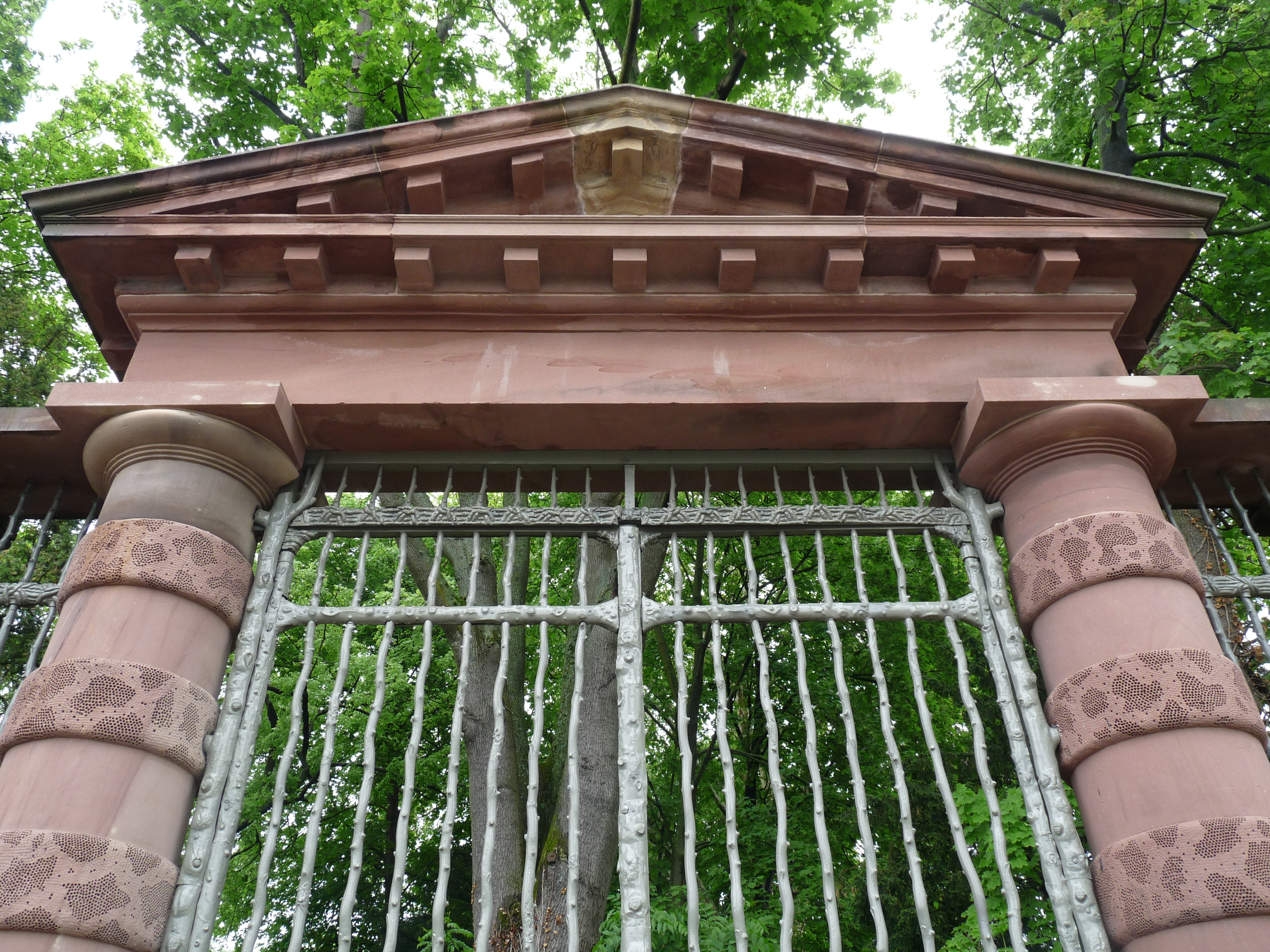
Le portail (déplacé en 2007)
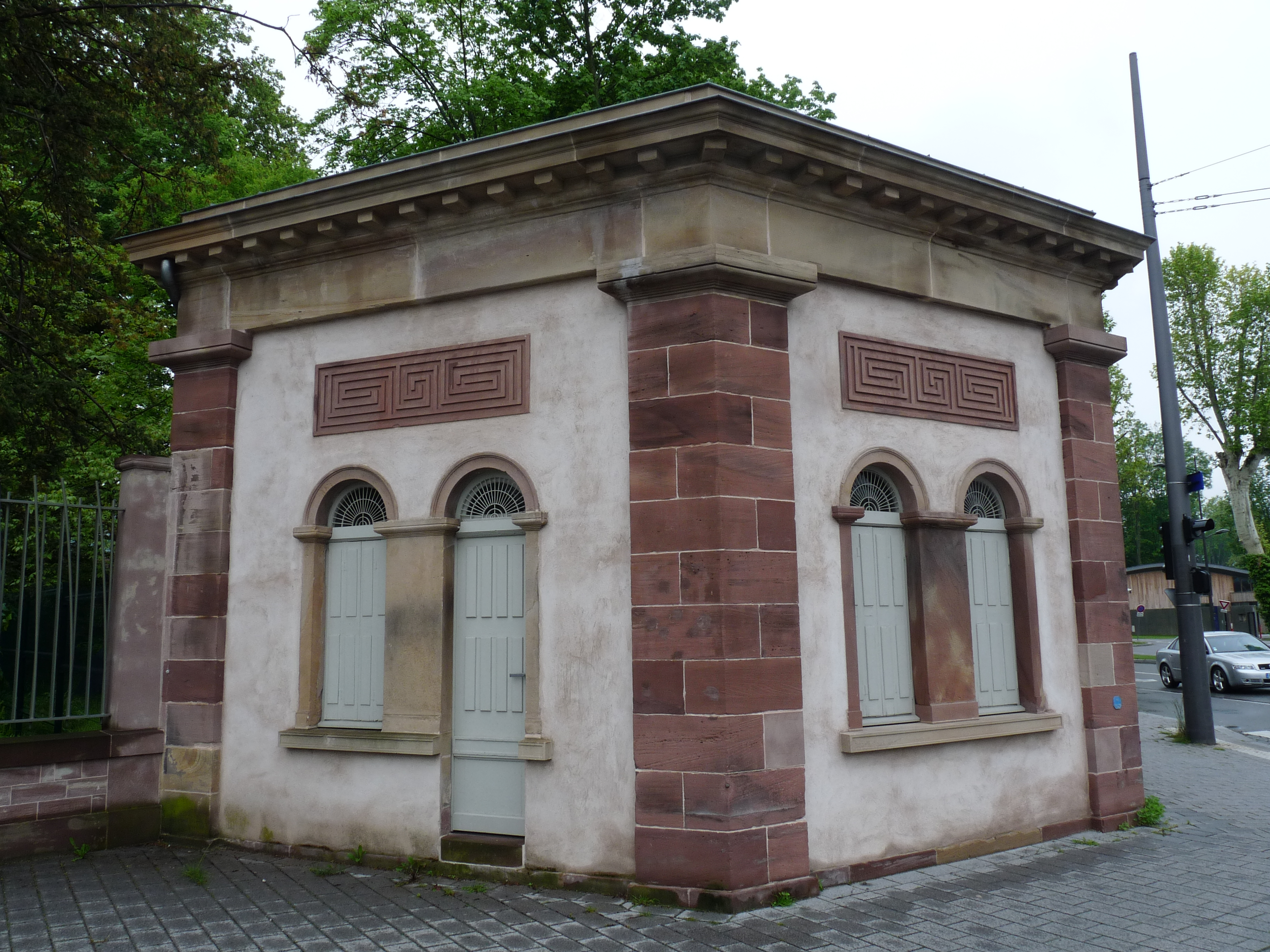
Le pavillon d'angle (déplacé en 2007)

En 2007, au moment de la construction du nouveau siège de la Pharmacopée européenne, plusieurs éléments du domaine, tels que le portail et l'édicule d'angle, sont démontés et déplacés. Au même moment, l'aménagement du terminus de la Ligne E du tramway de Strasbourg empiète sur l'ancien potager.
Le parc est ouvert au public à l’automne 2009.
Un projet de promotion de la biodiversité est étudié avec la LPO (Ligue pour la Protection des Oiseaux). En 2010, la ville de Strasbourg opte pour le projet « Lieu d’Europe » devant accueillir Le Centre d’information sur les institutions européennes situé alors avenue de la Paix, un lieu d’exposition, un café et, dans un deuxième temps une extension de 6000 m2.
En attendant la réalisation du Lieu d'Europe, une association, Kartier Nord, organise à partir de 2010 des expositions d’artistes dans le pavillon vitré situé dans le parc du Kaysersguet.
En 2013, le site fait l’objet des aménagements prévus, entraînant des dommages sur certains éléments. Des associations éviteront la démolition de la serre. 
En 2021, les statues sont rénovées et la serre remontée en 2022. 

### Le «Lieu d’Europe»

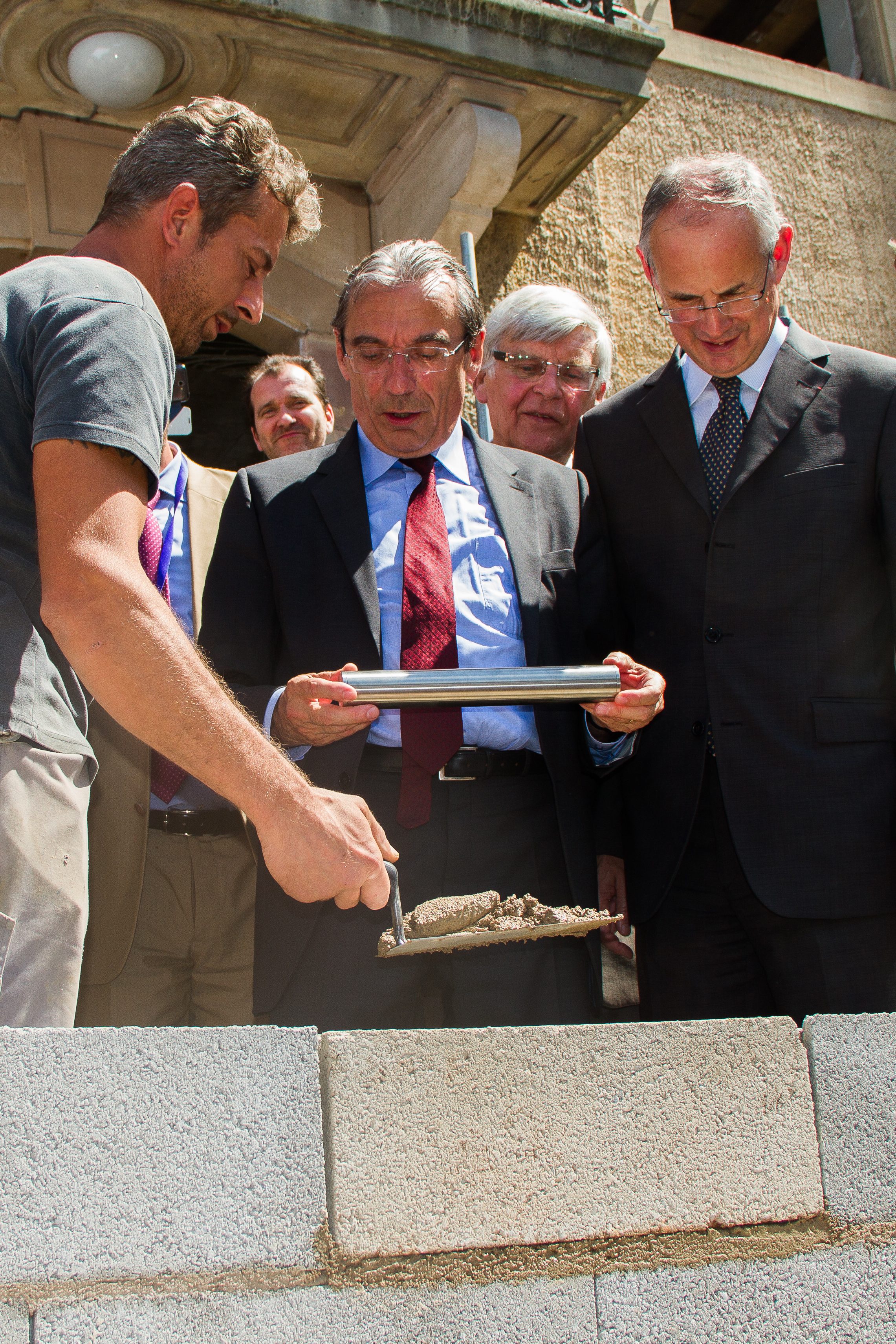
Pose de la première pierre du Lieu d'Europe à la villa Kaysersguet le 13 juin 2013.

Le Lieu d'Europe  ouvre ses portes en 2014 . Ce lieu a pour vocation de promouvoir auprès du plus grand nombre la richesse de la culture et de la citoyenneté européenne, son histoire, sans oublier l'importance que revêt tout particulièrement cette dernière à Strasbourg - Ville siège, entre autres, du Parlement Européen, du Conseil de l'Europe, et de la Cour Européenne des Droits de l'Homme. 
Le lieu propose une exposition permanente « Le projet européen : du rêve à l'Unité » (histoire de la construction européenne et de ses institutions, mise en valeur des grandes figures ayant œuvré pour l’Europe, fonctionnement des institutions, place de Strasbourg en tant que capitale européenne et transfrontalière) ainsi qu'un programme varié de manifestations culturelles (conférences, concerts, projections) est également proposé tout au long de l’année et attire jusqu’à 30 000 visiteurs par an, petits et grands, scolaires et familles en 2022. 
Au premier étage, le site du Kayserguet abrite également le Centre d’Informations sur les Institutions Européennes (CIIE), et Europe Direct, créé en 1995. Fruit d’un partenariat entre l’Eurométropole de Strasbourg, la région Grand-Est et la Collectivité Européenne d’Alsace, le centre a pour mission de renseigner le grand public sur les programmes et les politiques de l’Union, ainsi que sur la vie de toutes les institutions européennes présentes à Strasbourg.
En décembre 2015, le domaine reçoit, en même temps que le quartier environnant, le label du patrimoine européen et le Lieu d'Europe est chargé de l’animation de ce quartier européen.
Des travaux de rénovation et d’extension pour un coût de 4,5 M€ sont lancés à l'été 2022, entraînant la fermeture du lieu pendant un an de mars 2023 à mars 2024. Une construction de 500 m² adossée à l'ancienne maison du gardien dote le Lieu d'Europe d'une salle vitrée multimodale dotée d'une cabine de traduction et d'une capacité de 100 places assises et 150 places debout. L’ancienne maison du gardien attenante, datant du début du XXe  siècle, est réhabilitée en vue d'accueillir un espace café.
La nouvelle scénographie de l'exposition permanente s’articule en trois parties : le projet européen, Strasbourg capitale européenne et l’espace transfrontalier. 
L'inauguration a lieu le 12 mars 2024, suivie de la réouverture au public dès le lendemain.

#### Sites
- Lieu d'Europe
- Jean-Michel Wendling, « Kastner (allée) n° 1 », sur Maisons de Strasbourg (consulté le 5 juin 2024).
- Collectif, « Lieu d'Europe (Strasbourg), Domaine du Kaysersguet », sur Archi Wiki (consulté le 5 juin 2024).